# 마스타전기차
마스타전기차는 2018년에 설립된 전기자동차 브랜드이다.

## 생산 차량
- 미니
- 밴
- PU